# Kniespiel 3
|  | Denne artikel er oprettet af botten Steenthbot ud fra en ekstern database. Den kan derfor have sproglige fejl eller mangler. Denne skabelon kan fjernes efter kontrol af indholdet. |

Kniespiel 3 er en dansk eksperimentalfilm fra 1992 instrueret af Claus Blume.

## Handling
En præstation af værker - to kunstarter udfordrer og udvikler sig i hinandens spejl: Videokunsten og den moderne dans, spændende fra den moderne ballet til avantgardistisk performancedans. Koreografer og instruktører fra videoens og filmens verden skaber sammen et nyt billede og en ny fælles bevægelse. Antologien omfatter: »Lalala Human Sex Duo No 1« (Lock & Herbert, 7 min.), »Roseland« (Vandekeybus, Verdin, Iturbe, uddrag på 12 min.), »Topic I & II« (Denizot, Baes, 11 min.), »Kniespiel 3« (Blume, Goasslschnalzern, 4 min.), »L'Étreinte« (Ibadia & Bouvier), 5 min.), »Because We Must« (Clark, Atlas, uddrag på 9 min.).